# (I Don't Know Why) But I Do
(I Don't Know Why) But I Do är en låt komponerad av Paul Gayten och Robert "Bobby Charles" Guidry. Den spelades in av Clarence "Frogman" Henry och utgavs som singel i februari 1961. Den blev hans största singelhit med en fjärdeplats på amerikanska singellistan och blev också populär i Europa.
Först kallades låten "I Don't Know Why", men skivbolaget Argo bytte titel till "But i Do" för att undvika förväxling med låten "I Don't Know Why (I Just Do)" från 1931.
Låten nådde ny popularitet under 1990-talet efter att ha använts både i reklam och i filmer. Den spelas exempelvis i filmerna Forrest Gump och Mickey Blue Eyes.

## Listplaceringar
| Lista (1961)   | Position               |
| -------------- | ---------------------- |
| Kanada         | 2 (CHUM Hit Parade)    |
| Norge          | 3 (VG-lista)           |
| Nya Zeeland    | 6 (Lever Hit Parade)   |
| Storbritannien | 3 (UK Singles Chart)   |
| Sverige        | 4 (Tio i topp)         |
| Sverige        | 2 (Radio Nord Topp 20) |
| USA            | 4 (Billboard Hot 100)  |